# プリスカの戦い
プリスカの戦い（英: Battle of Pliska）は、811年に第一次ブルガリア帝国と東ローマ帝国との間で行われた戦いである。この戦いで皇帝ニケフォロス1世は戦死し、ブルガリアが勝利した。ローマ皇帝の戦死はウァレンス以来のことである。

## 背景
ブルガリアはクルム・ハーンの下で勢力を拡大し、807年には後に首都となるソフィアを占領した。皇帝ニケフォロス1世はブルガリア問題を解決するため、大軍を率いてブルガリアに侵攻を開始した。

## 戦闘
ニケフォロス1世はブルガリアの首都プリスカを占領し、町を焼き払い廃墟にした。クルムは和平を結ぼうとしたが、ニケフォロス1世はこれを受け入れず、さらに進軍した。一方クルムも、侵攻路に柵をひそかに建設させ、東ローマ軍の退路を断ち、戦闘の準備をしていた。7月25日、バルビツィア峠に差し掛かった東ローマ軍は、ブルガリア軍の夜襲を受け、壊滅的な敗北を喫した。逃げ出した兵士も高い柵を乗り越えようとして死んだ。皇帝ニケフォロス1世もこの戦いで戦死した。後の伝説によると、ニケフォロスの頭蓋骨は髑髏杯にされてクルムに献上されたという。

## 名称
なお、バルビツィア峠はプリスカの西南約80km地点にあり、プレスラフからも30km西南にあたる。ニケフォロス軍のプリスカ占領時は若干の守備隊を除いて、主力軍はいなかった。このことから、この戦いの名称はバルビツィア峠の戦いと呼ぶ方が適している（ブルガリア語版ウィキペディアでも「Битка при Върбишкия проход（バルビツィア峠の戦い）」となっている。